# Ježkovice
Ježkovice (německy Jeschkowitz) jsou obec v Jihomoravském kraji v okrese Vyškov s 390 obyvateli. Nacházejí se 9 km západně od města Vyškov na jižních svazích Drahanské vrchoviny v nadmořské výšce 450 m n. m. Obec je půdorysně protáhlá náves, zužující se k severozápadu, a protéká jí potok Drnůvka ústící do potoka Rostěnického. Dva kilometry na severovýchod od obce se rozprostírá vodní nádrž Opatovice, zásobárna pitné vody pro Vyškov a okolí.
Ježkovice byly po značnou část své historie součástí račického panství. V obci v těsném blízkosti hřbitova stojí kaple Nejsvětějšího Srdce Páně postavená v roce 1939. Dnešní obec je od roku 2000 součástí mikroregionu Drahanská vrchovina. V obci je několik podnikatelských subjektů zaměřených převážně na zemědělství a řemeslné práce.

## Název
Nejstarší písemný záznam názvu vesnice (1273) má podobu Jessaw, což mohl být zápis buď tvaru Ježov nebo Ješov. Jeho základem pak bylo osobní jméno buď Jež (totožné s obecným jež - "ježek") nebo Ješ (což byla varianta jména Jech, domácké podoby jména Jan). Význam místního jména byl "Ježův/Ješův majetek". Od 14. století je v zápisech podoba Ješkovice, jejímž základem bylo zdrobnělé osobní jméno Ježek nebo Ješek (tehdejší nedokonalý pravopis nedovoluje rozhodnout).

## Historie

### Počátky obce

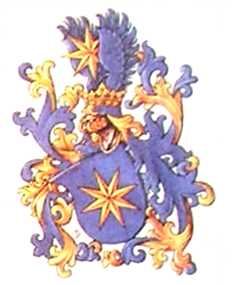
Erb Šternberků

Obec s ježkovickým panským dvorem byla po značnou část své historie součástí račického panství s centrem okolo hradu (dnes zámku) Račice. První písemná zmínka o obci pochází z 13. prosince 1375, kdy litomyšlský biskup Albrecht Aleš ze Šternberka a jeho příbuzný Petr ze Šternberka dosvědčili, že budou respektovat výrok soudu, který Albrechtovi ukládal převést račické panství i s Ježkovicemi na Petra ze Šternberka.
Do rukou pánů ze Šternberka se panství dostalo okolo roku 1350. Z výroku soudu z roku 1375 musel biskup Albrecht ze Šternberka odevzdat panství račické s hradem i vsí Račice i Ježkovice Petrovi ze Šternberka. Markvart ze Šternberka v roce 1399 račické panství prodal Petrovi z Kravař a Plumlova, jehož purkrabím byl v roce 1409 jistý Vítek z Ojnic. Po jeho smrti zdědil račické panství jeho syn Jindřich z Kravař a Plumlova, který padl v roce 1420 v bitvě pod Vyšehradem. Panství zdědil jeho bratranec Petr z Kravař a Strážnice, který stranil husitům, a proto roku 1422 vojsko olomouckého biskupa Jana XII. Železného dobylo račický hrad.

### Novověk
Poté na čas drželi a patrně násilím uchvátili Ježkovice, Račice i s hradem, Petr z Konice a Vok V. z Holštejna. Posléze nabyl zpět panství Petrův syn Jiří z Kravař a Strážnice. Po jeho smrti roku 1466 Ježkovice dostala jeho dcera Kunka z Kravař. Jejím manželem byl Václav z Boskovic, který zemřel již roku 1482 a tak Kunka roku 1510 odkázala račické panství svému synovi Ladislavovi z Boskovic. Ten zemřel již o deset let později a panství zdědil jeho synu Kryštof z Boskovic. Ten pak své majetky rozprodával a račiské panství přenechal Jakobu Šarovcovi ze Šarova a posléze ho získal Janu Černohorskému. Během uherských válek na konci roku 1468 obsadilo račický hrad vojsko Matyáše Korvína.
Janův syn Jetřich Dobeš Černohorský z Boskovic prodal roku 1563 Ježkovice i Račice Janu Jetřichovi z Boskovic. Poté panství získal jako dědictví Janův bratranec Albrecht Černohorský z Boskovic. Roku 1568 se díky Zuzaně Černohorské dostaly panské dvory v Račicích i Ježkovicích do rukou Haugviců z Boskovic. Dalším majitelem se stal Bernard Petřvaldský z Petřvaldu, jemuž Račice i Ježkovice přenechali bratři Haugvicové Hanuš a Jáchym.
Bernardův synovec Hanuš nechal panství zvelebit a provedl rozsáhlé úpravy zámku Račice. Hanuše na zámku připomíná pamětní deska s jeho životopisem. Hanuš se zúčastnil stavovského povstání proti Habsburkům a po prohrané bitvě na Bílé hoře byli vůdcové povstání zatčeni a krutě potrestáni. Hanuši Petřvaldskému z Petřvaldu byl veškerý jeho majetek zkonfiskován a on sám zemřel ve vězení na Špilberku. Panství račické pak koupil Karl Willinger ze Schonenperku a ten jej obratem i s obcí Ježkovice prodal roku 1630 slezskému komornímu radovi Horaciovi Forno. Jeho syn Karel František Forno roku 1670 prodal panství račické hraběti Julianu Braida-Ronsecca et Corigliano, jenž pocházel z Kalábrie v neapolském království.
Italský rod Braidů vlastnil račické panství včetně Ježkovic po dlouhých 130 let (1670–1800). Poslední z rodu Braidů Karel Antonín prodal račické panství Janu Františku Heinischovi z Haydenburku. V roce 1802 byl majitelem račického panství i panského dvoru v Ježkovicích Jan Huška z Račitzburku a v roce 1830 Antonín Hermann.

### Industrializace

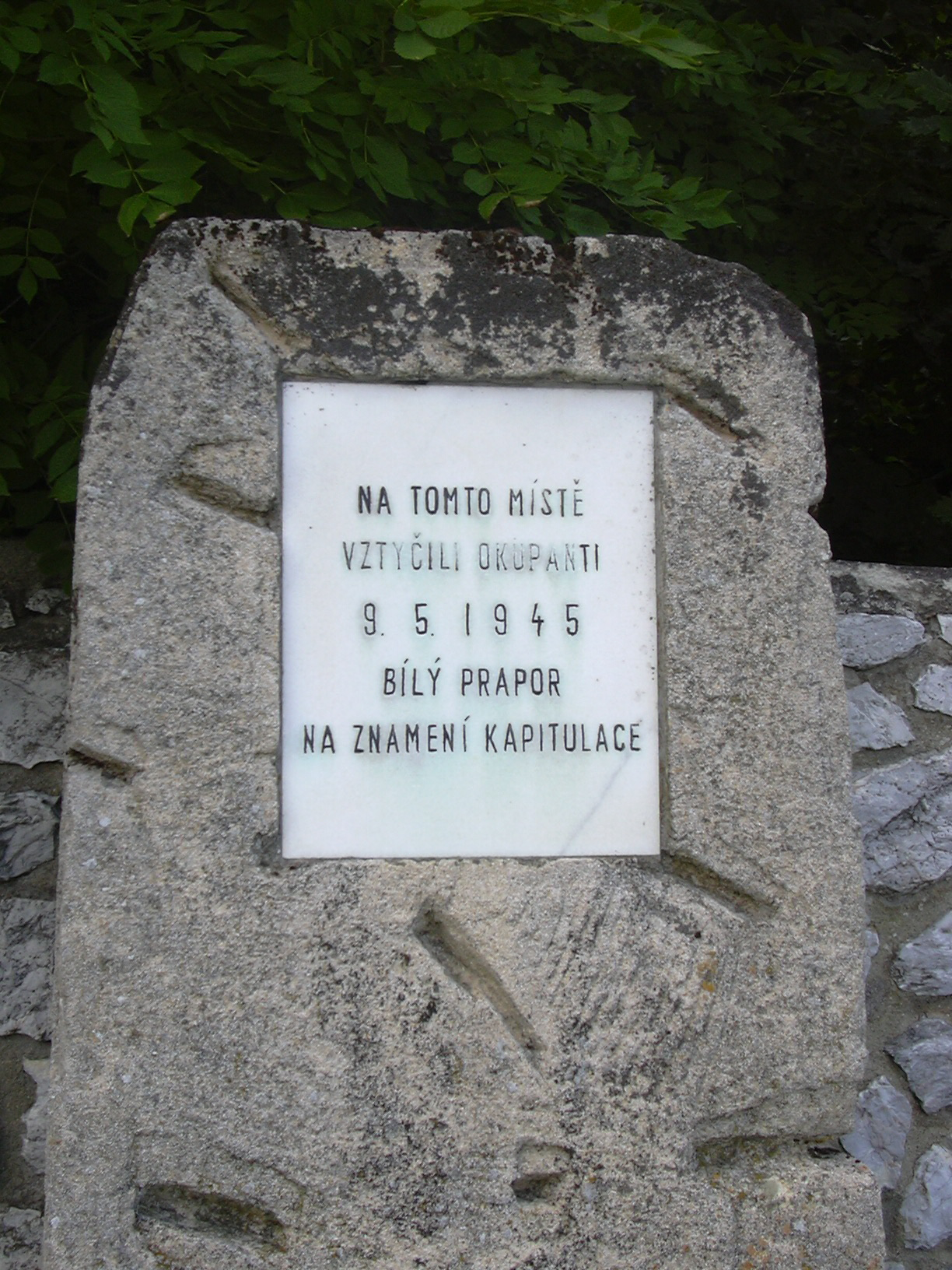
Detail pomníku kapitulace

Ježkovice byla spjata s račickým panstvím až do roku 1926, kdy byly během pozemkové reformy z panství vyčleněny dvory v Ježkovicích a v Podomí. V místních volbách v roce 1929 zvítězila komunistická strana a v roce 1935 Republikánská strana zemědělského a malorolnického lidu před komunisty a národními socialisty, kteří obdrželi stejný počet hlasů. Během druhé světové války zasáhly boje i obec Ježkovice, kdy zde bylo sestřeleno sovětské bombardovací letadlo a vedl se i pouliční boj v obci. Němci byli tehdy z obce vytlačeni směrem k Ruprechtovu. V poslední den války, 9. května 1945, vyvěsili Němci na okraji lesa asi 300 metrů severně od obce bílý prapor kapitulace. Na tomto místě dnes stojí pomník.
V prvních volbách po druhé světové válce zvítězila v obci se 152 hlasy komunistická strana. V obci tak začaly postupně vznikat masové organizace jako byl Svazarm, Československý svaz mládeže nebo Svaz československo-sovětského přátelství. V roce 1953 vznikla v obci kulturní organizace Osvětová beseda. Kino od roku 1950 promítalo filmy jednou za 14 dní. V následujících letech byla založena Mateřská škola či Lidová knihovna.

## Současnost
Dnešní obec je součástí mikroregionu Drahanská vrchovina. Je zde evidováno 74 podnikatelských subjektů zaměřených převážně na obchod, stavebnictví a zemědělství. Obec byla elektrifikována v roce 1933 a plynofikována v roce 1999. Vodovod byl zbudován v devadesátých letech z rakoveckého údolí zásobující pitnou vodou obce Ježkovice a Ruprechtov. Dnes je v obci přibližně 170 popisných čísel, z čehož třetina slouží k rekreaci a chalupaření.

## Politika

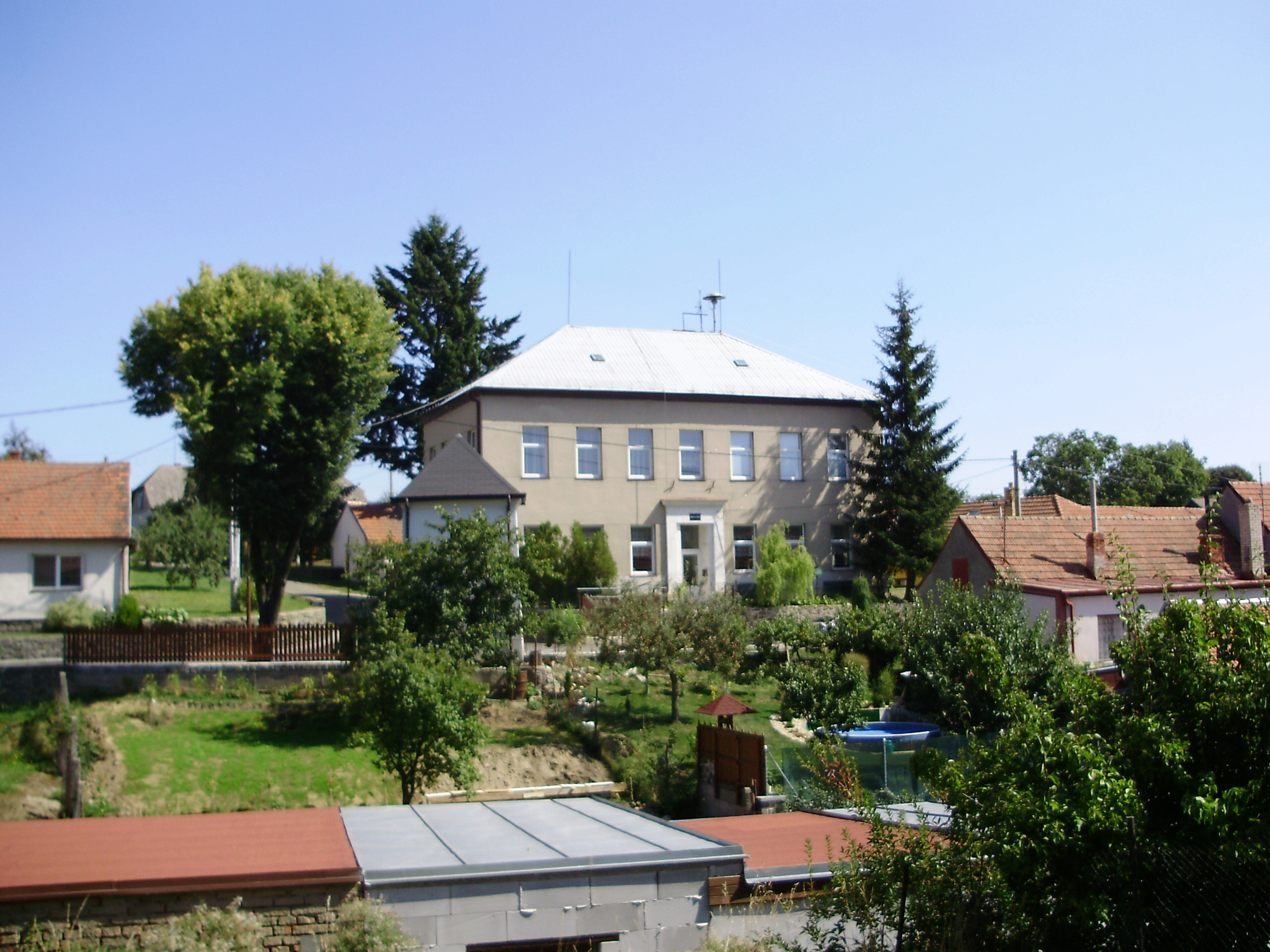
Obecní úřad a bývalá škola (2008)

### Zastupitelstvo a starosta
Obec je součástí Jihomoravského kraje a svou polohou náleží k okresu Vyškov. V místních volbách je voleno 7 členů obecního zastupitelstva, kteří poté ze svých řad vybírají pětičlennou obecní radu, která je ze své činnosti odpovědná celému obecnímu zastupitelstvu. Zastupitelé pak dále volí ze svého středu starostu a místostarostu. Při volbách do obecního zastupitelstva na funkční období 2022-2024 ve dnech 23. a 24. září 2022 byla v Ježkovicích volební účast 60,06 % s následujícími výsledky:
| Volby 2022 | Počet hlasů | Počet mandátů |
| ---------- | ----------- | ------------- |
| SNK        | 453         | 3             |
| KDU-ČSL    | 401         | 3             |
| NK         | 149         | 1             |

Starostkou tak byla zvolena pro funkční období 2022–2024 Pavlína Grmelová z NK a místostarostou Pavel Tomášek z SNK Ježkovice.

### Vlajka a znak
Obecní znak a prapor byl Ježkovicím udělen usnesením poslanecké sněmovny dne 12. září 2002. Popis znaku zní: V modrém štítě na zeleném návrší stříbrný ježek nesoucí na bodlinách tři zlatá jablka. Jedná se tak o takzvané mluvící znamení. Popis vlajky zní: List tvoří dva svislé pruhy, modrý a pilovitý bílý s pěti zuby. V modrém pruhu tři žlutá jablka pod sebou. Poměr šířky k délce listu je 2:3.
Slavnostní svěcení obecních insignií, tedy praporu a znaku, proběhlo 5. června 2004 v ježkovické kapli Nejsvětějšího Srdce Páně. Světící obřad provedl brněnský biskup Vojtěch Cikrle za účasti dalších významných osobností z oblasti světské i duchovní. Autorem ježkovických insignií je Miroslav J. V. Pavlů.

## Přírodní poměry

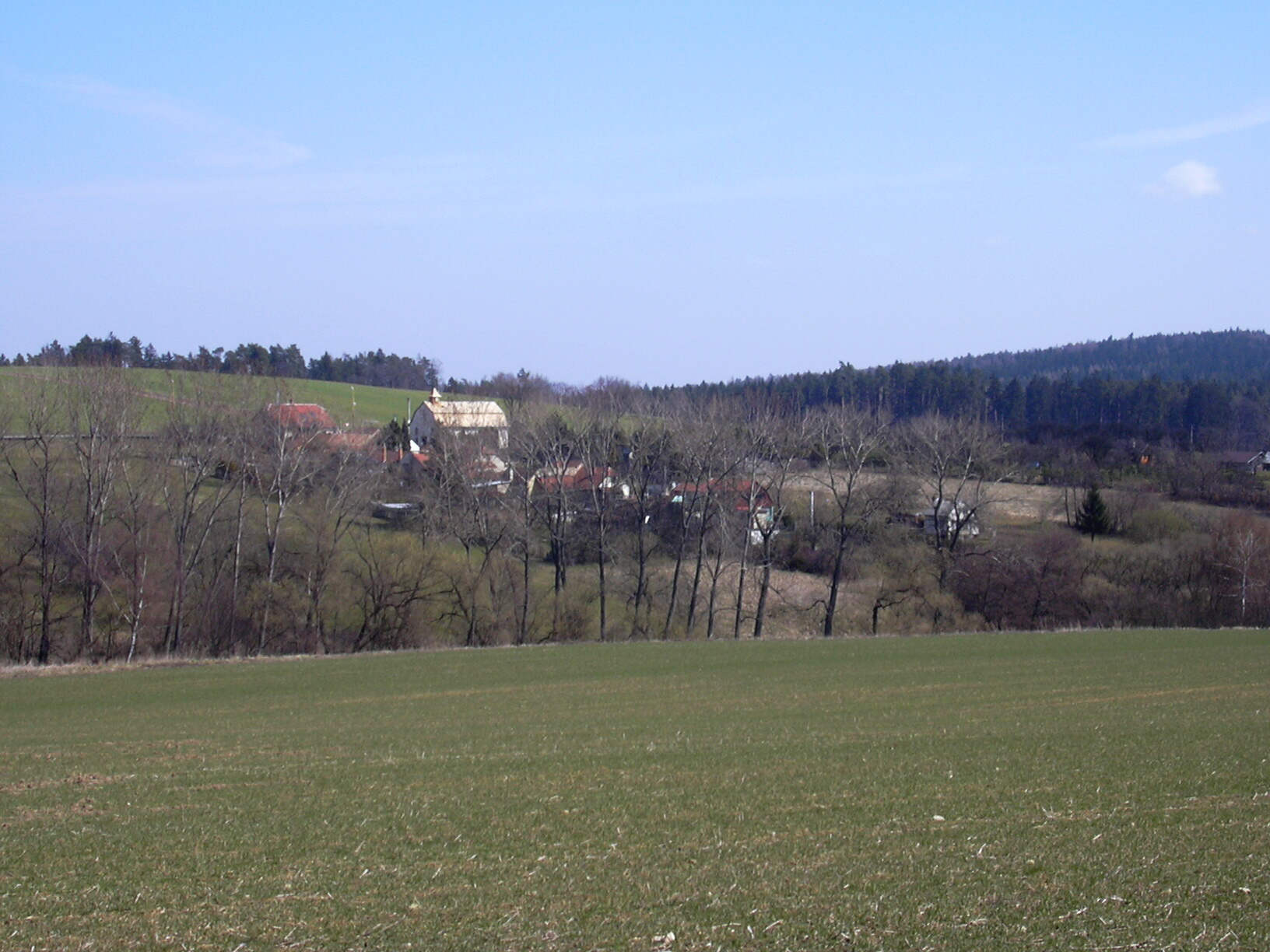
Pohled na kapli Nejsvětějšího Srdce Páně a okolní krajinu

Obec Ježkovice leží 9 km západně od okresního města Vyškov na území katastru o rozloze 1169 hektarů, z toho 835 ha lesa, 239 ha polí, 37 ha luk a 3 hektary pastvin. Řadí se mezi největší katastry vyškovského okresu. Sousedí na západě s obcí Ruprechtov, na severu s Rychtářovem a Pařezovicemi, na východě s Drnovicemi a Vyškovem a na jihu s Račicemi a Pístovicemi.

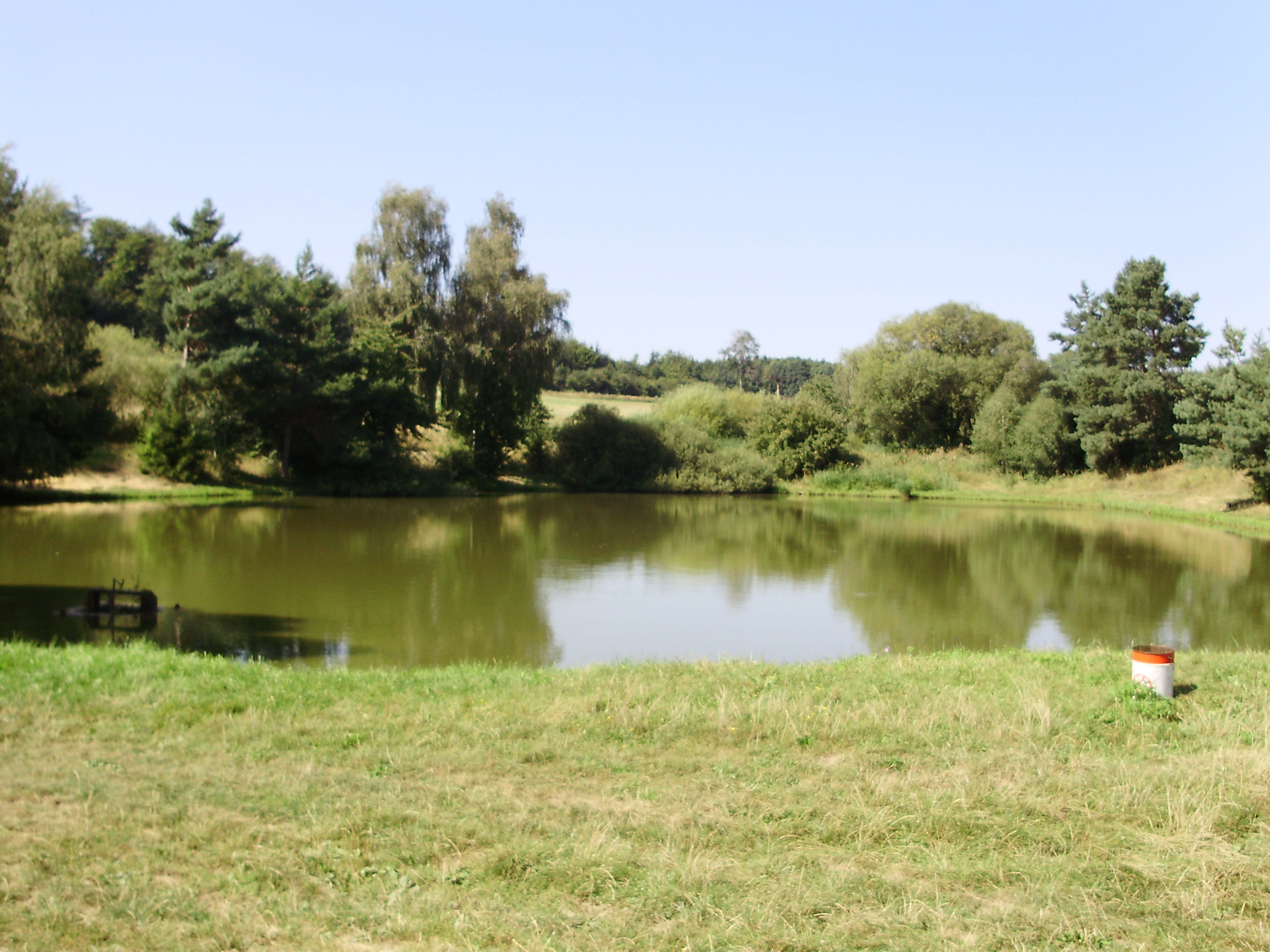
Jeden ze dvou rybníčků

Obec leží v průměrné nadmořské výšce 400 m n. m. Ze všech světových stran je obklopena lesy a je považována za vstupní bránu Drahanské vrchoviny. Nejvyšším bodem katastrálního území obce je vrch hradiska Černov o výšce 504 m n. m. Nachází se přibližně 5 km od Ježkovic směrem na Ruprechtov poblíž pomníku sovětských letců. V Ježkovicích pramení potok Drnůvka, který ústí do Rostěnického potoka a dále pak do řeky Haná. Západním směrem od obce jsou dva malé rybníčky zbudované jako hasičské nádrže a dva kilometry na severovýchod od obce se rozprostírá vodní nádrž Opatovice, zásobárna pitné vody pro Vyškov a okolí. Na západ od Ježkovic je oblast přírodního parku Rakovecké údolí.

### Klimatické podmínky
Podnebí na celém Vyškovsku patří klimatologicky do oblasti Českomoravské vrchoviny. Projevuje se zde blízkost Drahanské vysočiny s pravidelnými a častými větry přinášejícími čerstvý vzduch z lesů Drahanské vysočiny. Nejčastěji zde vanou západní a severní větry, významný je i podíl větrů východních a jihovýchodních s průměrnou rychlostí 3 m/s.
Ježkovice leží v mírně teplé oblasti, kde je za rok v průměru 40–50 letních dní, 110–130 mrazových dní, lednová teplota je zde –2 až –3 stupňů Celsia a v červenci 17–18 stupňů. Srážkový úhrn ve vegetačním období je 400 až 450 mm a v zimním období 200 až 250 mm. Počet dnů se sněhovou pokrývkou je v průměru 50–60 za rok.

## Obyvatelstvo

### Struktura

Věková struktura obyvatel obce Ježkovice roku 2011

Ježkovice jsou malou horskou obcí, jež v roce 1930 měla 623 obyvatel s absolutní většinou české národnosti. O třicet let později v roce 1960 poklesl počet obyvatel na 591 osob, 286 mužů a 305 žen. V obci k počátku roku 2016 žilo celkem 381 obyvatel. Z nich bylo 188 mužů a 193 žen. Průměrný věk obyvatel obce dosahoval 42,9 let.
Dle Sčítání lidu, domů a bytů, provedeného v roce 2011, žilo v obci 368 lidí. Nejvíce z nich bylo (18,2 %) obyvatel ve věku od 30 do 39 let. Děti do 14 let věku tvořily 12,8 % obyvatel a senioři nad 70 let úhrnem 7,9 %. Z celkem 321 občanů obce starších 15 let mělo vzdělání 45,2 % střední vč. vyučení (bez maturity). Počet vysokoškoláků dosahoval 6,5 % a bez vzdělání bylo naopak 0 % obyvatel. Z cenzu dále vyplývá, že ve městě žilo 197 ekonomicky aktivních občanů. Celkem 88,8 % z nich se řadilo mezi zaměstnané, z nichž 67 % patřilo mezi zaměstnance, 3 % k zaměstnavatelům a zbytek pracoval na vlastní účet. Oproti tomu celých 44,3 % občanů nebylo ekonomicky aktivní (to jsou například nepracující důchodci či žáci, studenti nebo učni) a zbytek svou ekonomickou aktivitu uvést nechtěl. Úhrnem 184 obyvatel obce (což je 50 %), se hlásilo k české národnosti. Dále 106 obyvatel bylo Moravanů a 1 Slováků. Celých 152 obyvatel obce však svou národnost neuvedlo.

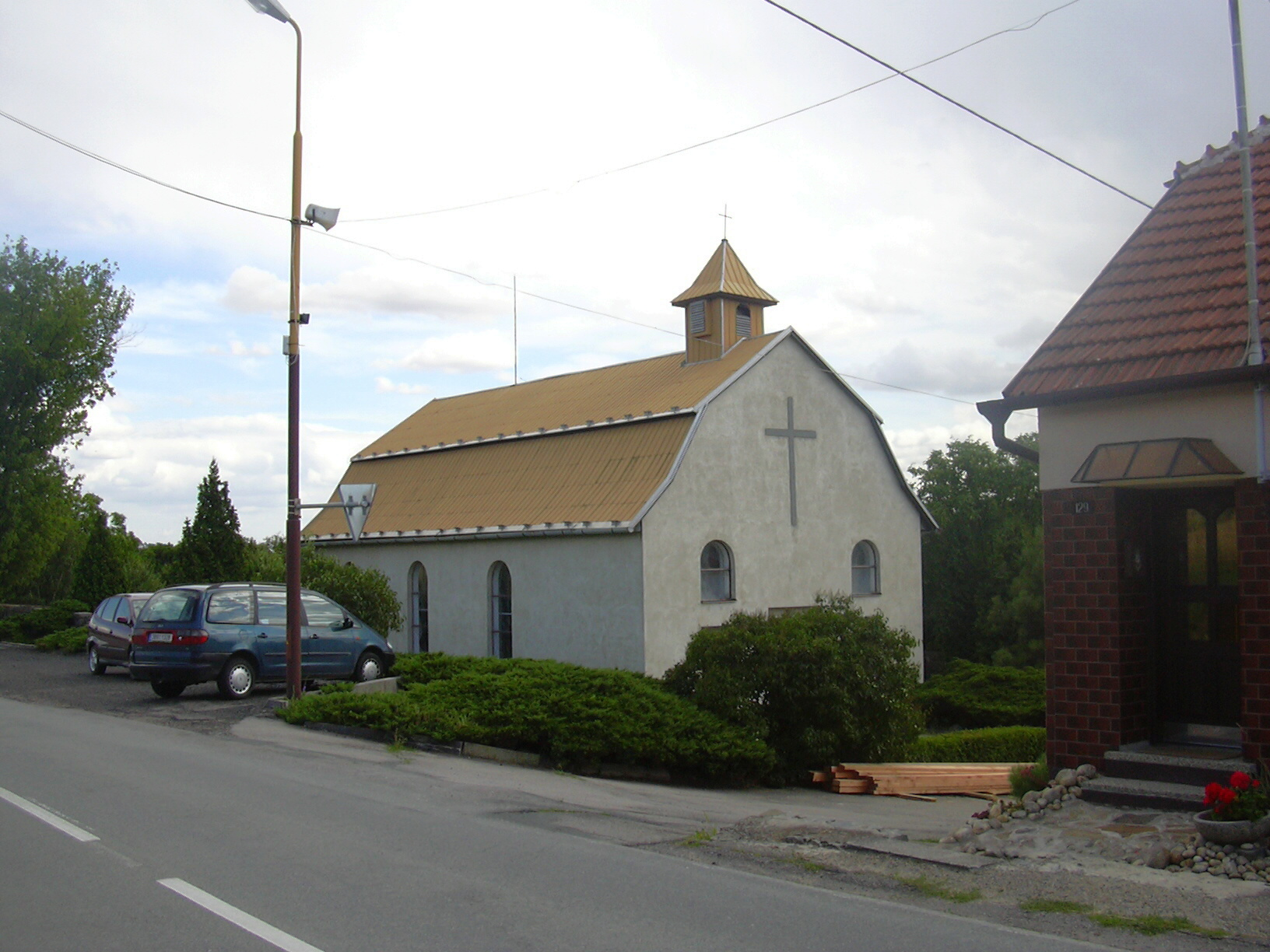
Kaple u hřbitova (2008)

Vývoj počtu obyvatel za celou obec i za jeho jednotlivé části uvádí tabulka níže, ve které se zobrazuje i příslušnost jednotlivých částí k obci či následné odtržení.
| Místní části   | Místní části                     | 1791 | 1834 | 1869 | 1880 | 1890 | 1900 | 1910 | 1921 | 1930 | 1950 | 1961 | 1970 | 1980 | 1991 | 2001 | 2011 |
| -------------- | -------------------------------- | ---- | ---- | ---- | ---- | ---- | ---- | ---- | ---- | ---- | ---- | ---- | ---- | ---- | ---- | ---- | ---- |
| Počet obyvatel | část Ježkovice (dříve Ješkovice) | 374  | 548  | 638  | 696  | 725  | 739  | 716  | 685  | 623  | 550  | 591  | 503  | 484  | 394  | 382  | 368  |
| Počet domů     | část Ježkovice                   | 52   | 80   | 85   | 90   | 106  | 115  | 118  | 118  | 128  | 139  | 138  | 132  | 133  | 155  | 155  | 162  |

### Náboženský život
Obec Ježkovice spadá pod římskokatolickou farnost Drnovice v děkanství slavkovském. Náleží tak pod správu farního kostela svatého Vavřince v Drnovicích. V těsné blízkosti obecního hřbitova stojí kaple Nejsvětějšího Srdce Páně z třicátých let 20. století. Ke vzniku této kaple značnou měrou přispěl páter Korčián. Podle sčítaní lidu, domů a bytů z roku 2001 se k víře hlásí 150 obyvatel, z toho 110 k římskokatolické církvi, 24 k Církvi československé husitské a jeden k Českobratrské církvi evangelické.

## Rodáci a další osobnosti
- František Šebela (kněz)
- Jan Žaloudík
- Antonín Hrazdíra

## Školství a kultura
Od roku 1854 měla obec vlastní obecní školu jednotřídku a od roku 1900 byla rozšířena na dvojtřídku a posléze na trojtřídku. Škola v dnešní době není funkční a v bývalé budově dnes sídlí obecní úřad a mateřská škola, která je v provozu jako příspěvková organizace od roku 1953. Děti tak dojíždí do základních škol v Račicích, Drnovicích nebo do některé z vyškovských škol.
V obci působilo před druhou světovou válkou několik společenských organizací: Čtenářský spolek Svornost od roku 1885, Sbor dobrovolných hasičů byl založen v roce 1887, korporace místního odboru Národní jednoty vznikla v roce 1908 a sokolská organizace v obci působí od roku 1921. Poté byla založena i Dělnická tělocvičná jednota propojená s komunistickou stranou a v roce 1924 zde působil spolek Domovina. Dnes v Ježkovicích stále působí organizace Sokol a s ní spojené oddíly tenisu a kopané.
Obec každoročně pořádá menší kulturní akce, jako je únorový masopust, červnový den dětí či prosincovou mikulášskou nadílku. Pro konání kulturních akcí je možné využívat malou tělocvičnu nebo obecní knihovnu. V obci se nachází tenisový areál sloužící tenisovému klubu TJ Sokol Ježkovice. Areál má dva antukové tenisové kurty, jeden kurt pro nohejbal a volejbal a tenisovou tréninkovou stěnu. Nad tímto areálem je fotbalové hřiště patřící ježkovickému oddílu kopané.

## Doprava, průmysl a zemědělství
Začátkem 19. století se v obci začala rozvíjet soukenická výroba. Byly zde vybudovány dvě malé továrny až s dvaceti stavy. O pár let později zde byla zahájena výroba perleťových knoflíků. V roce 1933 bylo v Ježkovicích vytvořeno lesní družstvo, které od račického velkostatku odkoupilo 10 ha lesa a od roku 1948 provozovalo i svou pilu. V roce 1950 bylo v obci založeno zemědělské družstvo s 35 členy, které obhospodařuje dodnes většinu polí na katastrálním území obce. V roce 1956 byl v areálu družstva postaven nový kravín a adaptován vepřín. O tři roky později byly přistavěny dvě drůbežárny.
Dopravní struktura a obslužnost je zajištěna komunikací druhé třídy (II/379), již lze označit za dopravní osu SO Drahanská vrchovina, neboť vychází z Vyškova a vede přes Drnovice, Ježkovice, Ruprechtov a Podomí do Blanska. Od 1. ledna 2004 je obec napojena na Integrovaný dopravní systém Jihomoravského kraje. Do obce tak zajíždí linka č. 167 dopravců ČSAD Vyškov a ČAD Blansko zajišťující pravidelné spojení měst Vyškova a Blanska s návazností na Brno.
Na katastrálním území Ježkovic se dnes nenalézají žádné areály průmyslové nebo stavební výroby. Nacházejí se zde jen provozovny drobné výroby jako je zakázková výroba plastových obalů nebo sídlo firmy pro vnitrostátní a mezistátní autodopravu.

## Pamětihodnosti

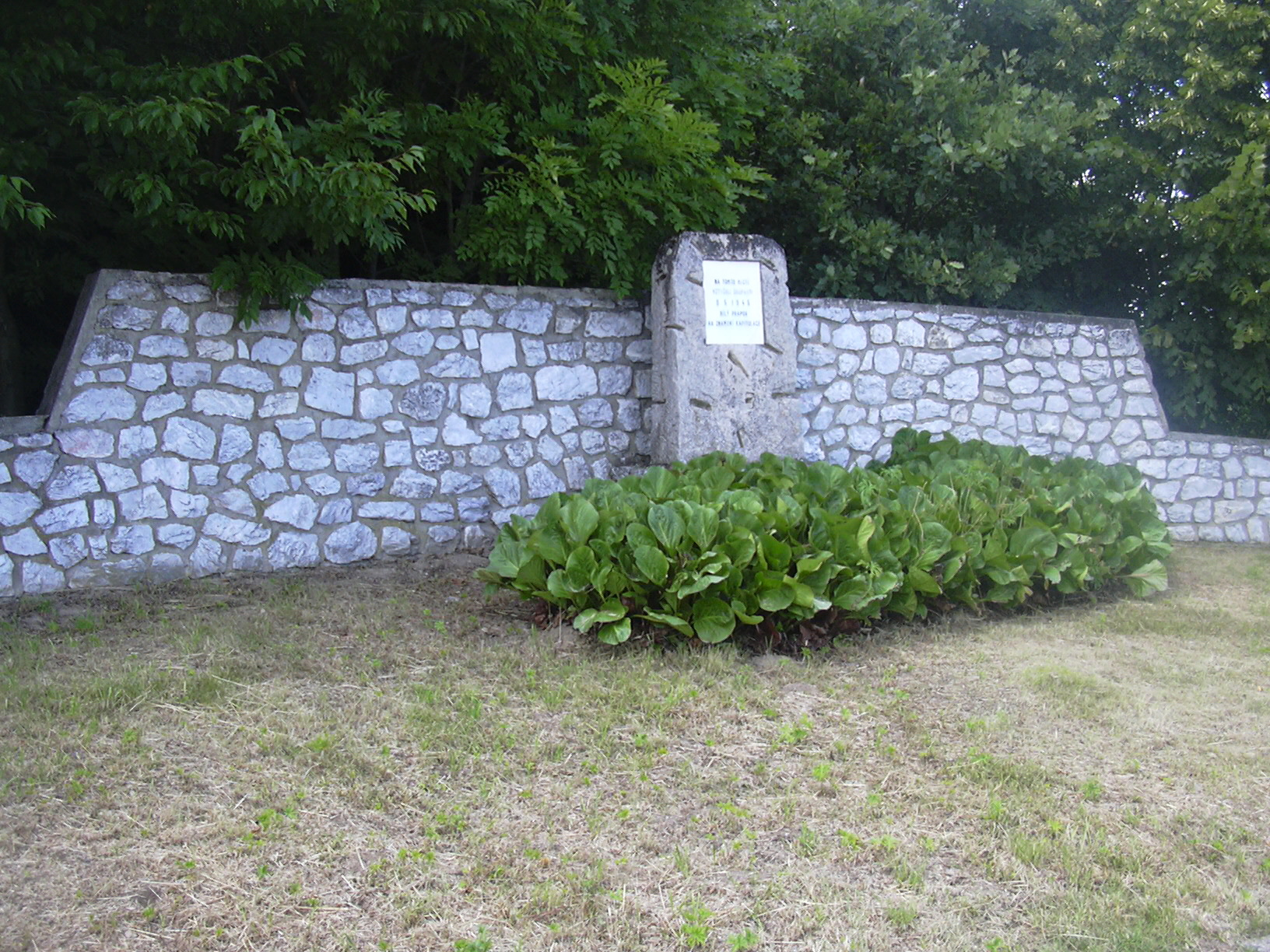
Pomník kapitulace německé armády z 2. světové války.

Na začátku obce směrem na Drnovice stojí kaple Nejsvětějšího Srdce Páně postavená v roce 1939. V obci a jejím blízkém okolí je zaznamenáno 7 drobných sakrálních památek. Na konci obce směrem na Ruprechtov se nachází pomník kapitulace německé armády z druhé světové války. Tento kamenný hranol stojící u lesa symbolizuje ukončení války. Ve středu obce, naproti obecnímu úřadu stojí zvonička s obrazem svatého Floriána a kamenným křížem z roku 1860. V Ježkovicích stojí dva kamenné kříže, jeden uprostřed hřbitova z roku 1884 a druhý před hřbitovem na výjezdu z Ježkovic směrem na Drnovice. Ve středu obce je též pomník obětem první světové války, na němž je plastika ženy s dítětem a osmnáct vytesaných jmen obětí války. V lese, přibližně 5 km od Ježkovic směrem na Ruprechtov, stojí pomník dvou sovětských letců, kteří zde byli sestřeleni dne 25. dubna 1945 v bombardovacím letadle Douglas A-20.
Na katastru obce jsou významná archeologické lokality – dvě keltská hradiště (starší "Černov" ze starší doby laténské, datované do doby kolem r. 400 př. n. l., a mladší hradiště Na Zbitých z pozdní doby laténské, z 2. a 1. století př. n. l.), dále pak významná lokalita a zřícenina hradu Kuchlov.

## Region

### Rekreace a turistický ruch

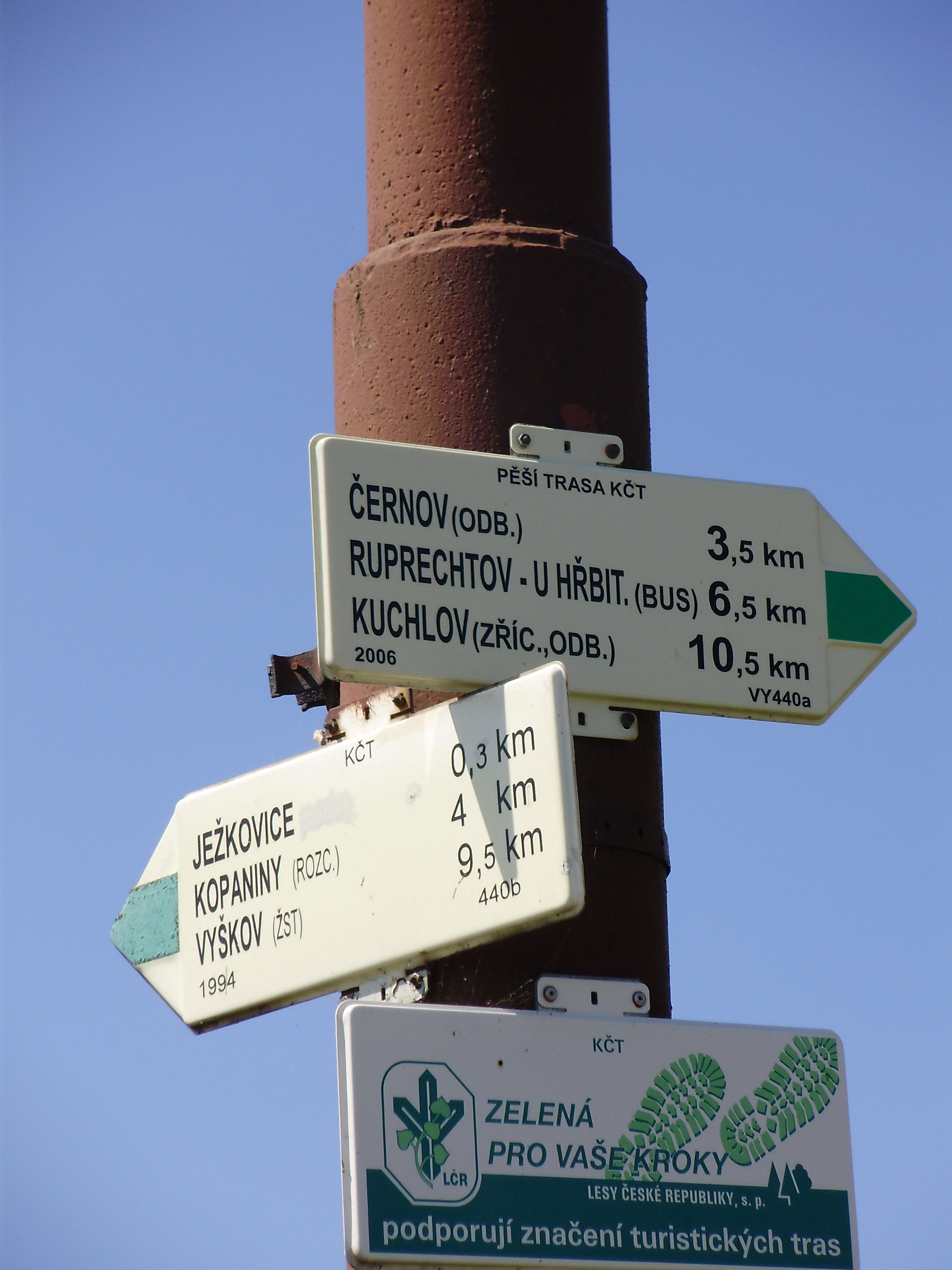
Turistický rozcestník

Zvlněná krajina katastrálního území Ježkovic, jejíž nadmořská výška se pohybuje v intervalu 300–500 m n. m., skýtá dobré podmínky pro pěší turistiku i cykloturistiku. Přes obec prochází zelená turistická značka z Vyškova do Ruprechtova a žlutá turistická značka vedoucí do oblasti Moravského krasu a opačným směrem k vodní nádrži Opatovice. Obec též protíná cyklostezka Srdcem jižní Moravy číslo 5071 z Blanska do Vyškova.

### Mikroregion Drahanská vrchovina
Svazek obcí mikroregionu Drahanská vrchovina byl zaregistrován v roce 2000 a od roku 2003 jej tvoří celkem 12 obcí: Drnovice, Habrovany, Ježkovice, Krásensko, Luleč, Nemojany, Nové Sady, Olšany, Podomí, Račice-Pístovice, Ruprechtov a Studnice. Předmětem činnosti tohoto svazku obcí je vzájemná pomoc při řešení samosprávných, kulturních, environmentálních i hospodářských problémů a získávání finančních prostředků na podporu cestovního ruchu a projektů v regionu. Sídlem svazku obcí byl ustanoven Obecní úřad v Lulči. Nejvyšším orgánem svazku obcí je valná hromada, kterou tvoří statutární zástupci obcí svazku. Svazek obcí Drahanské vrchoviny vstoupil dne 22. června 2006 do Národní sítě zdravých měst.